# Беллуши, Джузеппе
Джузеппе Беллуши (итал. Giuseppe Bellusci; 21 августа 1989) — итальянский футболист, центральный защитник клуба «Асколи».

## Клубная карьера
В августе 2014 года Беллуши заключил четырёхлетний контракт с английским клубом «Лидс Юнайтед», выступавшим в Чемпионшипе. На протяжении двух сезонов он был одним из основных защитников команды, сыграв за это время 61 матч во всех турнирах. В сезоне 2016/17 Джузеппе выступал на правах аренды в Серии A за «Эмполи». Перед началом сезона 2017/18 новый главный тренер «Лидса» Томас Кристиансен отказался взять Беллуши вместе с командой на предсезонные сборы в Австрию. 18 июля 2017 года Джузеппе договорился с руководством клуба о досрочном расторжении контракта.
2 августа 2017 года Беллуши заключил трёхлетний контракт с клубом «Палермо», игравшим в Серии B. За два сезона в составе команды о провёл 55 матчей и забил один гол во втором дивизионе Италии. Летом 2019 года «Палермо» из-за финансовых проблем был лишён места в Серии B и отправлен в любительскую Серию D. Беллуши вместе с другими игроками получил статус свободного агента.

## Сборная
25 марта 2009 года Беллуши дебютировал за старшую молодёжную сборную Италии в товарищеском матче против Австрии. В 2010 году по причине возраста завершил выступления за молодёжку, проведя за неё в совокупности 6 матчей.